# Мадинат ас-Садис мин Уктубар
Мадинат ас-Садис мин Уктубар (арап. مدينة السادس من أكتوبر) је град у Египту у гувернорату Гиза. Према процени из 2008. у граду је живело 183.859 становника.

## Становништво
Према процени, у граду је 2008. живело 183.859 становника.
| 1996.  | 2006.   |
| ------ | ------- |
| 35.477 | 157.135 |